# Glaciologi

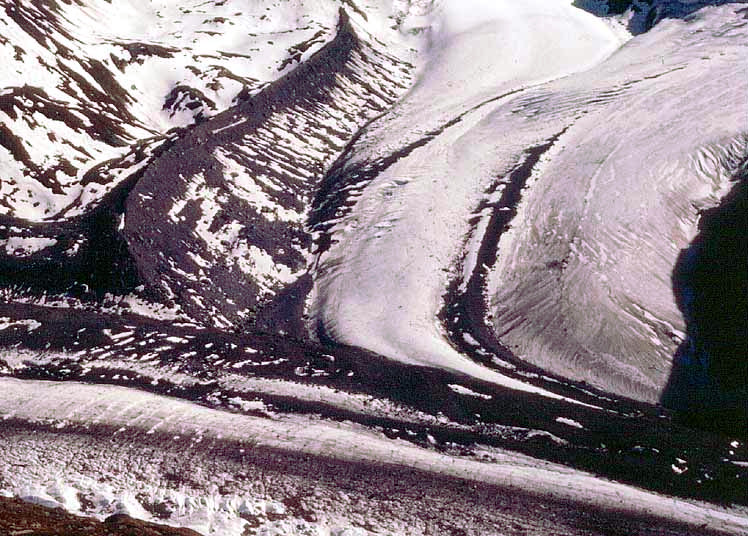
Zermatt, Schweiz.

Glaciologi är läran om glaciärer och processerna kring dessa men termen kan användas generellt om all forskning om is och isfenomen. Ordet glaciär kommer från latinets glacies som betyder is eller frost. Glaciologi är ett område med kontaktpunkter mot många andra discipliner, exempelvis geofysik, geologi, geomorfologi, klimatologi, meteorologi, hydrologi, biologi och ekologi. Glaciologi brukar räknas som en del av naturgeografin. Förekomsten av is på planeten Mars och Jupiters måne Europa innebär att glaciologin inte är begränsad till jorden.
En forskare inom glaciologi kallas glaciolog. Glaciologer studerar bland annat glaciärernas historia och omfattning av tidigare nedisningar. 

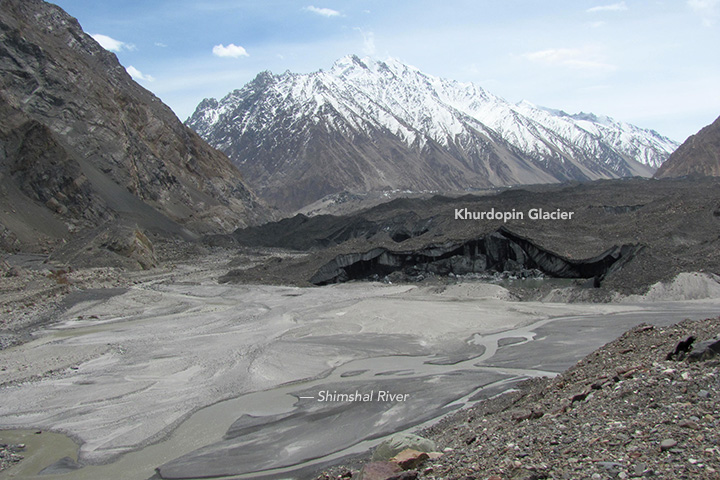
Khurdopinglaciären och floden Shimshal, Gilgit-Baltistan, norra Pakistan 2017. Flera glaciärer har sin väg in i Shimshal Valley och de har en benägenhet att dämma upp floder. Khurdopinglaciären minskades 2016–2017 och skapades en ganska stor sjö.

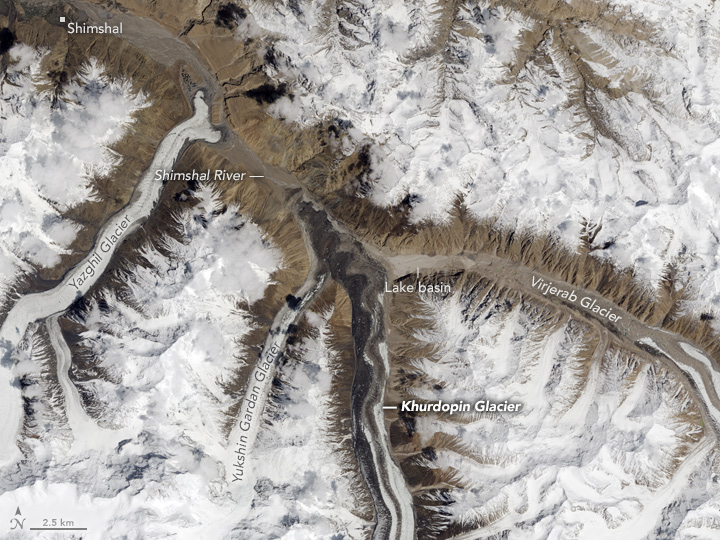
Glaciärer i Shimsal Valley från rymden, 13 maj 2017. Khurdopinglaciären har dämt upp floden Shimshal och bildat en issjö. Floden har börjat skära ut en fåra genom glaciärens nedersta del. I början av augusti 2017 hade sjön tömts helt och hållet.